# Temple de Mouterhouse
Le temple de Mouterhouse est un temple protestant situé dans la commune française de Mouterhouse, dans le département de la Moselle.

## Histoire
Pour les familles protestantes venues s'installer près des forges de Mouterhouse, une paroisse est créée en 1850 et la famille de Dietrich fait construire le temple dans les années 1856-1857.